# Голубцов, Сергей Александрович
Сергей Александрович Голубцов (1893—1930) — историк, архивист, исследователь крестьянского вопроса в Российской империи XVIII века.
Родился в многодетной семье известного богослова, профессора Московской духовной академии Александра Петровича Голубцова, бывшего в течение 20 лет заведующим Церковно-археологическим музеем академии. Мать, Ольга Сергеевна, была дочерью ректора Московской Духовной академии Сергея Константиновича Смирнова.
Одним из главных трудов историка Голубцова стала подготовка и опубликование большого массива документов, относившихся к восстанию Пугачёва — многотомного собрания «Пугачёвщина», издававшегося с 1926 по 1931 годы. Большинство документов ранее никогда не публиковались и по большей части были неизвестны историкам и исследователям событий восстания. В частности, были опубликованы показания арестованных яицких, оренбургских казаков, как атаманов отрядов, так и рядовых участников восстания, представителей народов Поволжья — башкир, татар и других, принявших участие в восстании, а также протоколы допросов заводских крестьян и работных людей. Была обширно представлена деловая переписка восставших, давшая представление о внутренней организации и жизни районов, подконтрольных Пугачёву и его атаманам. Большой интерес для историков и поздних исследователей восстания представила статья «Московская провинциальная власть и дворянство в ожидании Пугачёва», опублкованная в 1921 году в журнале «Старая Москва». В 1922 году Голубцов опубликовал в «Русском историческом журнале» разбор работ одного из основоположиников исторической науки в России — «Теоретические взгляды В. О. Ключевского».